# Terrence Shannon (2000)
Terrence Edward Shannon jr. (Chicago, 30 luglio 2000) è un cestista statunitense, professionista nella NBA con i Minnesota Timberwolves.

## Biografia
È figlio dell'ex cestista professionista Terrence Shannon.

## Carriera
Dopo aver completato la carriera collegiale tra Texas Tech e Illinois, viene scelto con la 27esima scelta assoluta al draft NBA 2024 dai Minnesota Timberwolves.

## Statistiche

### College
| Anno      | Squadra                  | PG  | PT  | MP   | TC%  | 3P%  | TL%  | RP  | AP  | PRP | SP  | PP   |
| --------- | ------------------------ | --- | --- | ---- | ---- | ---- | ---- | --- | --- | --- | --- | ---- |
| 2019-2020 | TTU Red Raiders          | 29  | 21  | 23,5 | 47,0 | 25,7 | 82,9 | 4,1 | 1,0 | 0,9 | 0,4 | 9,8  |
| 2020-2021 | TTU Red Raiders          | 28  | 13  | 26,7 | 44,8 | 35,7 | 75,6 | 4,0 | 1,4 | 1,1 | 0,1 | 12,9 |
| 2021-2022 | TTU Red Raiders          | 26  | 20  | 25,0 | 45,5 | 38,4 | 78,4 | 2,6 | 2,0 | 0,8 | 0,2 | 10,4 |
| 2022-2023 | Illinois Fighting Illini | 31  | 30  | 32,1 | 44,2 | 32,1 | 79,0 | 4,6 | 2,8 | 1,3 | 0,5 | 17,2 |
| 2023-2024 | Illinois Fighting Illini | 32  | 31  | 33,9 | 47,5 | 36,2 | 80,1 | 4,0 | 2,3 | 1,0 | 0,9 | 23,0 |
| Carriera  | Carriera                 | 146 | 115 | 28,5 | 45,9 | 34,7 | 79,3 | 3,9 | 1,9 | 1,0 | 0,4 | 15,0 |

### NBA

#### Regular Season
| Anno      | Squadra            | PG | PT | MP   | TC%  | 3P%  | TL%  | RP  | AP  | PRP | SP  | PP  |
| --------- | ------------------ | -- | -- | ---- | ---- | ---- | ---- | --- | --- | --- | --- | --- |
| 2024-2025 | Minnesota T'wolves | 32 | 1  | 10,6 | 48,2 | 35,5 | 81,0 | 1,5 | 1,0 | 0,2 | 0,2 | 4,3 |
| Carriera  | Carriera           | 32 | 1  | 10,6 | 48,2 | 35,5 | 81,0 | 1,5 | 1,0 | 0,2 | 0,2 | 4,3 |

#### Playoffs
| Anno     | Squadra            | PG | PT | MP  | TC%  | 3P%  | TL% | RP  | AP  | PRP | SP  | PP  |
| -------- | ------------------ | -- | -- | --- | ---- | ---- | --- | --- | --- | --- | --- | --- |
| 2025     | Minnesota T'wolves | 9  | 0  | 6,3 | 48,1 | 37,5 | 100 | 1,1 | 0,3 | 0,4 | 0,0 | 4,6 |
| Carriera | Carriera           | 9  | 0  | 6,3 | 48,1 | 37,5 | 100 | 1,1 | 0,3 | 0,4 | 0,0 | 4,6 |

### G League
| Anno      | Squadra     | PG | PT | MP   | TC%  | 3P%  | TL%  | RP  | AP  | PRP | SP  | PP   |
| --------- | ----------- | -- | -- | ---- | ---- | ---- | ---- | --- | --- | --- | --- | ---- |
| 2024-2025 | Iowa Wolves | 4  | 4  | 36,3 | 53,4 | 36,4 | 96,3 | 4,5 | 2,5 | 1,0 | 0,3 | 36,5 |
| Carriera  | Carriera    | 4  | 4  | 36,3 | 53,4 | 36,4 | 96,3 | 4,5 | 2,5 | 1,0 | 0,3 | 36,5 |